# Бланкензее (Мекленбург)
Бланкензее (нем. Blankensee) — община в Германии, в земле Мекленбург-Передняя Померания.
Входит в состав района Мекленбург-Штрелиц. Подчиняется управлению Нойстрелиц-Ланд. Население составляет 1760 человек (на 31 декабря 2010 года). Занимает площадь 56,04 км².

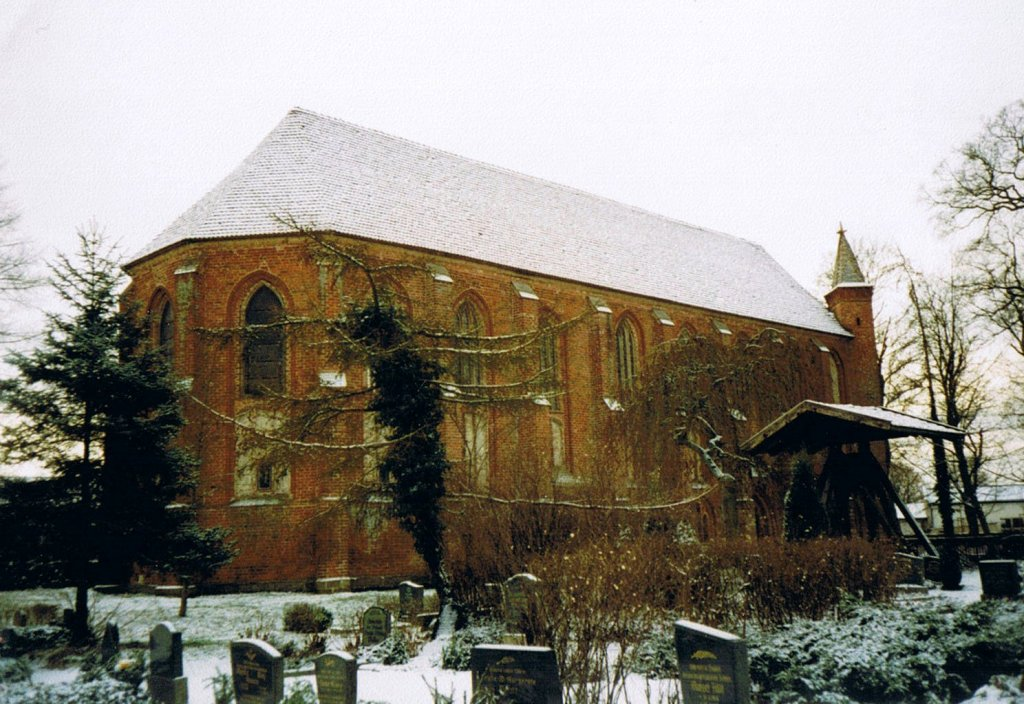
Монастырь